# 彼得·施特魯克

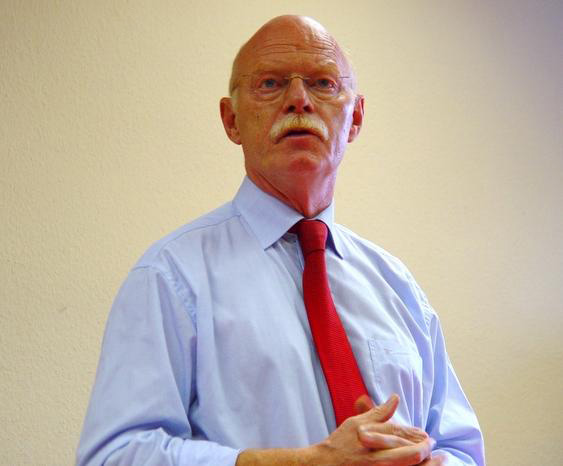
2005年彼得·施特鲁克在一次活动中

彼得·施特鲁克（1943年1月24日－2012年12月19日）出生于哥廷根，為德国社会民主党（SPD）的一位政治人物。
2002年－2005年间，他開始担任德国国防部部长一職。2005年起施特鲁克担任德国社会民主党联邦议院党团主席。

## 生平、职业
1962年在Felix-Klein-Gymnasium文理中学通過德國大學入學資格考試（Abitur），之后在哥廷根和汉堡学习法学。1967年完成了大学课程并通过第一级德國國家司法考試（Staatsexamen）考试，更於1971年通过了第二级的德國國家司法考试，更在1971年成功进修完法学博士，完成Jugenddelinquenz und Alkohol的工作。之后进入汉堡政府管理层作为最高执行官工作。
| 前任： 魯道夫·沙爾平 | 德意志聯邦共和國国防部部長 | 繼任： 弗朗茨·约瑟夫·荣格 |